# سرجو فریانی
سرجو فریانی (ایتالیایی: Sergio Ferriani; ۳۰ نوامبر ۱۹۲۵ – ۳۰ نوامبر ۲۰۰۱) بازیکن بسکتبال اهل ایتالیا بود. وی در بازی‌های المپیک تابستانی ۱۹۴۸ و ۱۹۵۲ شرکت کرده‌است.